# SV Stockerau
Maillots
Le SV Stockerau est un club de football autrichien basé à Stockerau.

## Historique
- 1958 : fondation du club sous le nom de Sportvereinigung Heid Stockerau après un fusion du SV Heid Stockerau et le ASV Stockerau
- 1988 : 1re participation à une Coupe d'Europe (C2, saison 1991/92)

## Palmarès
- Coupe d'Autriche
  - Vainqueur : 1991

- Supercoupe d'Autriche
  - Finaliste : 1991